# Mohammad Ali Rajai
Mohammad Ali Rajai (tiếng Ba Tư: محمدعلی رجایی) là một chính khách Iran. Ông đã là Tổng thống Iran.
Mohammad Ali Rajai được bầu làm Tổng thống thứ hai của Iran từ ngày 2-30 tháng 8 năm 1981, sau khi làm Thủ tướng Chính phủ dưới thời Abolhassan Banisadr. Ông cũng là Bộ trưởng Bộ Ngoại giao từ ngày 11 tháng 3 năm 1981 đến 15 tháng 8 năm 1981, trong khi ông là Thủ tướng Chính phủ. Ông bị ám sát trong vụ đánh bom ngày 30 tháng năm 1981, cùng với Thủ tướng Mohammad Javad Bahonar.
Mohammad-Ali Rajai sinh ra vào ngày 15 tháng 6 năm 1933 ở Qazvin, Iran. Cha của ông, Abdulsamad, đã qua đời khi Mohammad-Ali chỉ có 4 tuổi, sau đó ông sống với mẹ và anh trai của mình. Rajai lớn lên ở Qazvin, và chuyển đến Tehran vào năm 1946. Sau khi chuyển đến Tehran, ông đã có một mối quan hệ chặt chẽ với các nhóm và các đảng chống Shah. Ông được biết đến với Ayatollah Mahmoud Taleghani. Năm 1958, ông đã di chuyển đến Bijar một thời gian ngắn, nhưng sau một năm, ông chuyển tới Tehran và tốt nghiệp đại học ở Đại học Tarbiat Moallem vào năm 1959. Ông đã bị bắt giữ bởi chính quyền các của Shah tháng 5 năm 1974, nhưng được trả tự do sau bốn năm.
Ông đã tích cực tham gia vào cuộc Cách mạng Iran và là một nhà lãnh đạo trong phong trào thanh lọc các trường đại học của Iran ảnh hưởng của Mỹ và châu Âu, mà sau này được gọi là cuộc Cách mạng Văn hóa.